# Кай Хесе
Кай Хесе (на немски: Kai Hesse), роден на 20 юни 1985 г. във Викеде на Рур, е германски футболист, играещ във втородивизионния германски Кайзерслаутерн.
Хесе започва кариерата си в Йострих-Изерлон и Менден. През 2000 г. той преминава в младежкия отбор на Шалке 04, с който става младежки шампион на Германия две години по-късно. За сезона 2004/05 Хесе е причислен към първия състав на кралскосините, но така и не изиграва мач в Първа Бундеслига. През 2005 г. той преминава в Любек, а през 2006 г. вече е в Хофенхайм. На 19 август 2007 г. Кай Хесе записва първата си професионална среща с екипа на Хофенхайм срещу Борусия Мьонхенгладбах. 27 август 2008 г. е датата на преминаването му в редиците на втородивизионния германски Кайзерслаутерн, където след първоначални силни игри, представянето му пада толкова, че е използван като резерва за печелене на време.